# Limnophila platyna
Limnophila platyna är en tvåvingeart som beskrevs av Alexander 1952. Limnophila platyna ingår i släktet Limnophila och familjen småharkrankar. Inga underarter finns listade i Catalogue of Life.